# Аврам Буначіу
Аврам Буначіу (рум. Avram Bunaciu, 11 листопада 1909, Гурба, Арад, Румунське королівство — 28 квітня 1983, Бухарест, Соціалістична Республіка Румунія) — румунський державний діяч, міністр закордонних справ Соціалістичної Республіки Румунія (1958-1961).

## Біографія
Здобув вищу юридичну освіту, працював адвокатом, був соратником Іона Ґеорґе Маурера, з яким в судах захищав комуністів, згодом зблизився з майбутнім лідером соціалістичної Румунії Ґеорґе Ґеорґіу-Дежем.
Ставши після закінчення Другої світової війни в червні 1945 одним з головних прокурорів на процесах проти військових злочинців, він був обвинувачем на судових засіданнях в Клужі, в ході яких були засуджені представники угорської влади та їх співучасники в Північній Трансильванії.
- 1946-1947 — Генеральний секретар міністерства внутрішніх справ,
- 1948-1949 — Міністр юстиції,
- 1949-1950 — Голова комітету державного контролю,
- 1952-1954 — Перший заступник міністра закордонних справ,
- 1954-1957 — Секретар Великих Національних зборів,
- 1957-1958 — Міністр юстиції,
- 1958-1961 — міністр закордонних справ,
- 1961-1965 — Заступник голови Державної ради,
- березень 1965 року — в. о. голови Державної ради Соціалістичної Республіки Румунія.
- 1965-1975 — Голова конституційної комісії Великих Національних зборів;

## Нагороди і звання
- Орден Зірки Румунії 1-го ступеня;
- Орден Праці 1-го ступеня;
- «Апераря партією» 2-го ступеня;
- Орден «23 серпня» 1-го (1964) і 2-го ступенів;
- Орден Тудора Владимиреску 2-го ступеня (1971).